# Gianluca Sansone
Gianluca Sansone (Potenza, 12 maggio 1987) è un calciatore italiano, attaccante o centrocampista della Vergiatese.
È stato il primo italiano a giocare nel campionato dell’Azerbaigian.

## Caratteristiche tecniche
Mancino naturale, dotato di grandissima tecnica e notevole rapidità, è stato spesso impiegato prima come centrocampista, poi come esterno offensivo di fascia sinistra o destra e può ricoprire tutti i ruoli in zona offensiva. Una delle sue peculiarità è senz’altro il calcio di punizione; nel Sassuolo giocava frequentemente come trequartista o anche come seconda punta.

## Carriera

### Inizi
Cresciuto a Bella (PZ), suo paese natale, inizia la sua carriera proprio in Basilicata nelle giovanili del Santa Maria Potenza prima e dell'AssoPotenza ; nel 2003 passa alle giovanili del Teramo dove gioca con gli Allievi Nazionali e successivamente con la Berretti.
Nella stagione 2005-2006 fa parte della prima squadra del Montorio 88, che milita nell'Eccellenza Abruzzo, dove realizza 8 gol in 30 presenze.
La stagione successiva vede il suo passaggio al Pescina in Serie D dove gioca 30 partite mettendo a segno 8 gol e conquistando a fine Campionato il primato del Girone F; anche per l'anno seguente Gianluca gioca nel Pescina, che disputa il campionato di Serie C2 2007-2008, dove realizza 6 gol in 30 presenze, giocando anche 2 partite dei play-off persi contro il Celano.

### Siena e i prestiti a Gallipoli e Lanciano
Complici le positive prestazioni, viene più volte visionato da numerosi club di Serie A e Serie B, tra cui Fiorentina, Inter ed Ascoli, ma il 30 giugno 2008 è il Siena ad acquistarlo a titolo definitivo con un contratto quinquennale.
La società bianconera lo inserisce nella rosa ufficiale per la Stagione 2008-2009 in Serie A, ma il 9 settembre, in un'amichevole a Parma, subisce la rottura del legamento crociato del ginocchio sinistro, che lo costringe ad un lungo stop.
Il 17 gennaio 2009 viene ceduto in prestito in Lega Pro Prima Divisione al Gallipoli, nel quale viene impiegato in 10 partite fino al termine della stagione.
Il 10 luglio 2009 viene ceduto nuovamente in prestito in Prima Divisione, questa volta al Lanciano, dove gioca 25 partite mettendo a segno 6 reti.

### Frosinone
Il 24 giugno 2010 viene acquistato dal Frosinone in compartecipazione insieme al brasiliano Caetano Calil, nell'operazione che ha portato Gennaro Troianiello al Siena, e ha così per la prima volta in carriera l'opportunità di confrontarsi con la Serie B.
Titolare fisso della formazione di Guido Carboni, realizza il suo primo gol nel Campionato cadetto il 18 settembre 2010, nell'1-1 esterno contro il Cittadella; il 9 novembre mette a segno la sua prima doppietta nella gara Frosinone-Crotone 2-3. Va ancora a segno contro il Torino, la Triestina, il Sassuolo, il Pescara e con il Novara; ed è ancora protagonista con un'altra doppietta nel 4-0 casalingo del 7 maggio 2011 contro il Vicenza. Chiude il campionato con 35 presenze e ben 10 reti, che non bastano, tuttavia, alla formazione laziale per evitare la retrocessione.
Il 24 giugno 2011 la comproprietà viene risolta a favore del Siena, che torna proprietaria dell'intero cartellino del giocatore.

### Sassuolo
Il 14 luglio 2011 passa ancora in comproprietà al Sassuolo e il 27 agosto 2011, nella partita d'esordio, sigla la sua prima rete in neroverde contro la Nocerina. Il 30 settembre successivo segna il gol decisivo per la vittoria esterna contro il Varese e il 1º novembre firma una doppietta nel vittorioso derby con il Modena, terminato 5-2. Il 13 novembre è ancora decisivo con un sinistro dalla distanza che decide la partita contro il Gubbio. Il 10 dicembre realizza la sua seconda doppietta in maglia neroverde nel 2-1 contro il Livorno e il 17 dicembre porta ancora la sua firma la rete del pareggio finale per 1-1 contro la Reggina. Dopo un'altra doppietta rifilata alla Juve Stabia e al gol che risolve la trasferta contro la Nocerina, il 21 gennaio segna la sua prima tripletta nel 4-2 casalingo contro il Vicenza. Il 3 marzo realizza la terza doppietta in stagione, nella sconfitta esterna per mano del Pescara. Dopo aver contribuito al conseguimento del terzo posto finale in classifica, disputa anche le due partite di playoff contro la Sampdoria, che segnano l'eliminazione del club emiliano, facendosi anche parare un rigore dal portiere blucerchiato. Chiude la stagione (la migliore della sua carriera) con 40 presenze e 20 reti, piazzandosi al terzo posto della classifica dei marcatori, dietro soltanto a Ciro Immobile e Marco Sau, entrando così nella storia del club emiliano. Nessuno è riuscito ad andare a segno per 20 volte in una stagione..
Il 22 giugno 2012 il Sassuolo riscatta anche l'altra metà del cartellino ancora in possesso del Siena.

### Torino
Il 21 agosto 2012 passa in comproprietà al Torino, neopromosso in Serie A, per la cifra di 1,6 milioni. Debutta in Serie A il 1º settembre 2012, subentrando a Rolando Bianchi nella gara interna contro il Pescara (3-0). Il 4 novembre 2012, allo Stadio San Paolo, segna il suo primo gol in Serie A nella partita Napoli-Torino 1-1.

### Sampdoria
Il 25 gennaio 2013 la Sampdoria comunica l'acquisto a titolo definitivo, con accordo di partecipazione con il Sassuolo, dei diritti sportivi del calciatore.; il calciatore sceglie la maglia numero 12 come quella ai tempi del Sassuolo.
Il 10 febbraio 2013 esordisce in blucerchiato nella partita Sampdoria-Roma 3-1, subentrando nell'intervallo a Roberto Soriano e dando un contributo importante per la vittoria dei liguri grazie a due assist, uno per Marcelo Estigarribia ed uno per Mauro Icardi e ad un gol realizzato su calcio di punizione al 72'. La domenica successiva il mister della Samp Delio Rossi lo fa esordire dal primo minuto in blucerchiato nella sfida Napoli-Samp 0-0. Il 21 aprile realizza il suo terzo gol stagionale (il secondo coi blucerchiati) durante la partita Bologna-Samp 1-1.
Conclude la sua prima stagione in Serie A giocando in totale, tra Torino e Samp, 28 partite e mettendo a segno 3 gol.
Il 20 giugno 2013 la Sampdoria comunica di aver raggiunto un accordo con il Sassuolo per la risoluzione della comproprietà, con la relativa cessione dell'intero cartellino del calciatore alla Samp.
Nella stagione 2013-2014 realizza altre 4 reti in blucerchiato: la prima il 6 ottobre in Samp-Torino 2-2, la seconda e la terza contro il Verona (una in Coppa Italia e l'altra in Campionato il 23 marzo 2014) e l'ultima il 26 marzo 2014 nella gara vinta contro il Sassuolo 2 a 1.

### Prestiti a Bologna e Bari
Il 7 gennaio 2015 viene ceduto in prestito con diritto di riscatto al Bologna in Serie B. Il 19 gennaio esordisce con la maglia rossoblù contro il Perugia e segna il gol del momentaneo 2-0 su punizione, la partita termina 2-1 per il Bologna. La sua stagione resta positiva, con la sua squadra che lotta per la seconda posizione che porterebbe all'accesso diretto in massima serie. Il 9 giugno 2015 segna il gol del vantaggio nella finale promozione di ritorno contro il Pescara e regala ai felsinei la promozione in serie A.
Il 15 luglio 2015 dopo essere tornato a Genova viene ceduto in prestito con diritto di riscatto al Bari in Serie B. Debutta il 9 agosto in Coppa Italia, nel derby col Foggia perso per 2-1. Si sblocca il 22 settembre, nella trasferta di Crotone persa per 4-1. Segna 6 gol in 32 presenze con il club pugliese, che chiude al quinto posto, eliminato nelle semifinali playoff. .

### Novara e Neftçi Baku
Il 13 luglio 2016 la Samp ne comunica la cessione a titolo definitivo al Novara in Serie B. Il 20 settembre segna il primo gol con i piemontesi nella partita casalinga col Latina, pareggiata per 2-2. Chiude la stagione segnando 5 gol in 36 presenze. Nella stagione 2017/2018 segna solo una rete in 23 presenze ed a fine stagione retrocede in serie C.
Rimasto in serie C col club piemontese, Sansone debutta nella terza serie il 14 ottobre 2018 segnando anche un gol nella trasferta persa in casa della Carrarese (4-2).
Nel febbraio del 2019 passa al Neftçi Baku, diventando il primo calciatore italiano a giocare nel campionato azero. Totalizzerà 10 presenze, segnando anche 3 gol

### Esperienze in D: Audace Cerignola, Casarano e Casertana e Rg Ticino
Dopo l'esperienza azera resta svincolato. Pochi mesi dopo accetta una ricca offerta dell'Audace Cerignola militante nel campionato di Serie D.
Dopo un'annata con all'attivo 19 presenze, condite da 6 reti, si trasferisce al Casarano. Al debutto al primo turno di Coppa Italia segna un gol ai supplementari nella vittoria contro il Carpi (1-3) contribuendo al passaggio del turno.
Nell'estate del 2021 passa alla neo-retrocessa Casertana a parametro zero. Esordisce subito dopo qualche settimana, nella prima partita contro il Nola vinta per (2-1).
Il 10 febbraio 2022 si trasferisce al Rg Ticino attualmente militante in Serie D.

## Statistiche

### Presenze e reti nei club
Statistiche aggiornate al 24 marzo 2021.
| Stagione         | Squadra          | Campionato       | Campionato | Campionato | Coppe nazionali | Coppe nazionali | Coppe nazionali | Coppe continentali | Coppe continentali | Coppe continentali | Altre coppe | Altre coppe | Altre coppe | Totale | Totale |
| Stagione         | Squadra          | Comp             | Pres       | Reti       | Comp            | Pres            | Reti            | Comp               | Pres               | Reti               | Comp        | Pres        | Reti        | Pres   | Reti   |
| ---------------- | ---------------- | ---------------- | ---------- | ---------- | --------------- | --------------- | --------------- | ------------------ | ------------------ | ------------------ | ----------- | ----------- | ----------- | ------ | ------ |
| 2005-2006        | Montorio 88      | Ecc.             | 30         | 8          |                 | -               | -               |                    | -                  | -                  |             | -           | -           | 30     | 8      |
| 2006-2007        | Pescina VG       | D                | 31         | 8          |                 | -               | -               |                    | -                  | -                  |             | -           | -           | 31     | 8      |
| 2007-2008        | Pescina VG       | C2               | 30+2       | 7+0        | CI-C            | 3               | 2               |                    | -                  | -                  |             | -           | -           | 35     | 9      |
| Totale Pescina   | Totale Pescina   | Totale Pescina   | 61+2       | 15         |                 | 3               | 2               |                    | -                  | -                  |             | -           | -           | 66     | 17     |
| 2008-gen. 2009   | Siena            | A                | 0          | 0          | CI              | 0               | 0               |                    | -                  | -                  |             | -           | -           | 0      | 0      |
| gen.-giu. 2009   | Gallipoli        | 1D               | 10         | 0          | CI+CI-LP        | -               | -               |                    | -                  | -                  | SL-PD       | 2           | 0           | 12     | 0      |
| 2009-2010        | Virtus Lanciano  | 1D               | 25         | 6          | CI-LP           | 2               | 0               |                    | -                  | -                  |             | -           | -           | 27     | 6      |
| 2010-2011        | Frosinone        | B                | 35         | 10         | CI              | 0               | 0               |                    | -                  | -                  |             | -           | -           | 35     | 10     |
| 2011-2012        | Sassuolo         | B                | 38+2       | 20+0       | CI              | 2               | 0               |                    | -                  | -                  |             | -           | -           | 42     | 20     |
| 2012-gen. 2013   | Torino           | A                | 14         | 1          | CI              | 1               | 0               |                    | -                  | -                  |             | -           | -           | 15     | 1      |
| gen.-giu. 2013   | Sampdoria        | A                | 14         | 2          | CI              | -               | -               |                    | -                  | -                  |             | -           | -           | 14     | 2      |
| 2013-2014        | Sampdoria        | A                | 24         | 3          | CI              | 3               | 2               |                    | -                  | -                  |             | -           | -           | 27     | 4      |
| 2014-gen. 2015   | Sampdoria        | A                | 4          | 0          | CI              | 2               | 0               |                    | -                  | -                  |             | -           | -           | 6      | 0      |
| Totale Sampdoria | Totale Sampdoria | Totale Sampdoria | 42         | 5          |                 | 5               | 2               |                    | -                  | -                  |             | -           | -           | 47     | 6      |
| gen.-giu. 2015   | Bologna          | B                | 19+4       | 5+2        |                 | -               | -               |                    | -                  | -                  |             | -           | -           | 23     | 7      |
| 2015-2016        | Bari             | B                | 32         | 6          | CI              | 1               | 0               |                    | -                  | -                  |             | -           | -           | 33     | 6      |
| 2016-2017        | Novara           | B                | 36         | 5          | CI              | 1               | 0               |                    | -                  | -                  |             | -           | -           | 37     | 5      |
| 2017-2018        | Novara           | B                | 23         | 1          | CI              | 1               | 0               |                    | -                  | -                  |             | -           | -           | 24     | 1      |
| 2018-2019        | Novara           | C                | 2          | 1          | CI              | 0               | 0               |                    | -                  | -                  |             | -           | -           | 2      | 1      |
| Totale Novara    | Totale Novara    | Totale Novara    | 61         | 7          |                 | 2               | 0               |                    | -                  | -                  |             | -           | -           | 63     | 7      |
| gen.-giu. 2019   | Neftçi Baku      | PL               | 10         | 3          | AK              | 0               | 0               |                    | -                  | -                  |             | -           | -           | 10     | 3      |
| ott. 2019-2020   | Audace Cerignola | D                | 19         | 6          | CI-D            | 0               | 0               | -                  | -                  | -                  | -           | -           | -           | 19     | 6      |
| 2020-2021        | Casarano         | D                | 22+1       | 6          | CI              | 2               | 1               | -                  | -                  | -                  | -           | -           | -           | 25     | 7      |
| 2021-feb. 2022   | Casertana        | D                | 10         | 0          | CI-D            | -               | -               | -                  | -                  | -                  | -           | -           | -           | 10     | 0      |
| feb-giu. 2022    | RG Ticino        | D                | 14+1       | 4+0        | CI-D            | -               | -               | -                  | -                  | -                  | -           | -           | -           | 15     | 4      |
| 2022-2023        | RG Ticino        | Ecc.             | 28         | 15         | -               | -               | -               | -                  | -                  | -                  | -           | -           | -           | 28     | 15     |
| 2023-2024        | RG Ticino        | D                | 22         | 2          | CI-D            | 2               | 0               | -                  | -                  | -                  | -           | -           | -           | 24     | 2      |
| Totale RG Ticino | Totale RG Ticino | Totale RG Ticino | 64+1       | 20         |                 | 2               | 0               |                    | -                  | -                  |             | -           | -           | 67     | 20     |
| Totale carriera  | Totale carriera  | Totale carriera  | 439        | 96         |                 | 18              | 3               |                    | -                  | -                  |             | 2           | 0           | 457    | 99     |

## Palmarès

### Club

#### Competizioni nazionali
- Serie D: 1

Pescina Valle del Giovenco: 2006-2007
- Lega Pro Prima Divisione: 1

Gallipoli: 2008-2009
- Supercoppa di Lega di Prima Divisione: 1

Gallipoli: 2009
- Serie B:

Bologna: 2014-2015

#### Competizioni regionali
- Eccellenza:

RG Ticino: 2022-2023 (girone A)